# تلخ أب (إرم)
تلخ أب (بالفارسية: تلخ‌آب) هي قرية تقع في إيران في قسم إرم الريفي. يقدر عدد سكانها بـ 346 نسمة بحسب إحصاء 2016.